# Hestimoides striolatus
Hestimoides striolatus är en skalbaggsart som först beskrevs av Aurivillius 1921.  Hestimoides striolatus ingår i släktet Hestimoides och familjen långhorningar. Inga underarter finns listade i Catalogue of Life.